# Euriphene australis
Euriphene australis är en fjärilsart som beskrevs av Aurivillius 1912. Euriphene australis ingår i släktet Euriphene och familjen praktfjärilar. Inga underarter finns listade i Catalogue of Life.